# 524
Évszázadok: 5. század – 6. század – 7. század
Évtizedek: 470-es évek – 480-as évek – 490-es évek – 500-as évek – 510-es évek – 520-as évek – 530-as évek – 540-es évek – 550-es évek – 560-as évek – 570-es évek
Évek: 519 – 520 – 521 – 522 –  523 – 524 – 525 – 526 – 527 – 528 – 529

## Események

### Európa
- Sigismund burgund király öccse, Godomar sereget gyűjt és osztrogót segítséggel lemészárolja a burgund városokban hagyott frank helyőrségeket. A frankok kivégzik a fogságba esett és magukkal hurcolt Sigismundot, valamint egész családját.
- Godomar és az osztrogótok a vézeronce-i csatában legyőzik a Chlodomer, I. Childebert és I. Chlothar királyok által vezetett frankokat. Chlodomer elesik az ütközetben. Özvegyét Guntheucot I. Clothar erővel feleségül veszi, két fiát fivérei meggyilkolják és megosztoznak az országrészén. Chlodomer harmadik, legkisebb fiát, Chlodoaldot Provence-be menekítik, ahol később remete szerzetes lesz belőle és teljesen lemond trónigényéről.
- Theoderic itáliai osztrogót király kivégezteti az árulással vádolt filozófust, Boethiust.

## Születések
- Vej Hsziaocsing-ti, a kínai Keleti Vej dinasztia alapítója és egyetlen császára

## Halálozások
- június 25. – Chlodomer, frank király
- Sigismund, burgund király
- Boethius, római filozófus
- Kildare-i Szent Brigitta, apáca, Írország védőszentje

## Fordítás
- Ez a szócikk részben vagy egészben  a(z)   524 című angol Wikipédia-szócikk ezen változatának fordításán alapul.  Az eredeti cikk szerkesztőit annak laptörténete sorolja fel. Ez a jelzés csupán a megfogalmazás eredetét és a szerzői jogokat jelzi, nem szolgál a cikkben szereplő információk forrásmegjelöléseként.